# Carlo Ignazio Pozzi

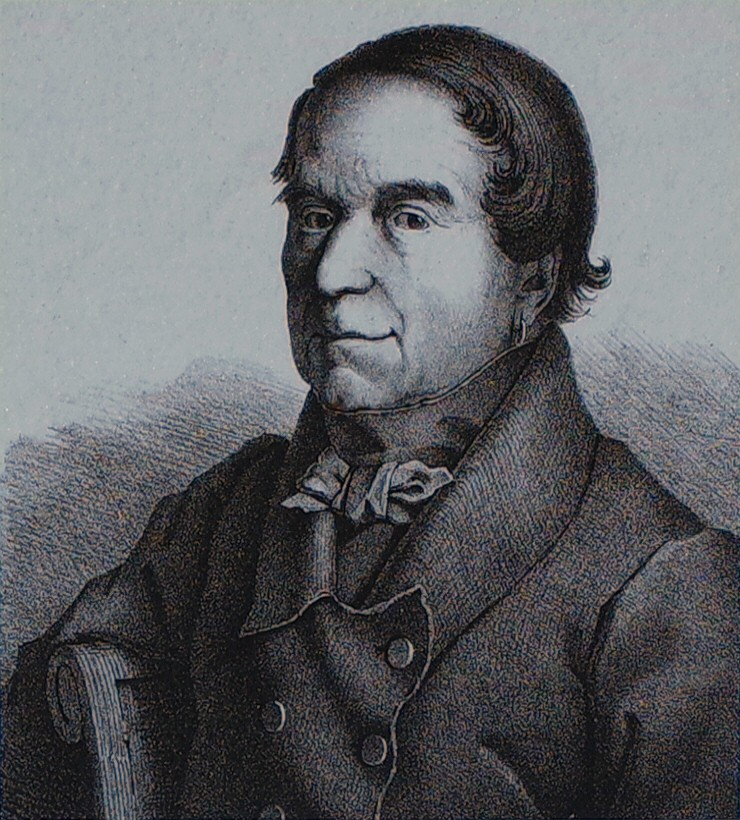
Carlo Ignazio Pozzi

Carlo Ignazio Pozzi (geboren 30. Juli 1766 in Mannheim; gestorben 26. Juni 1842 in Dessau) war ein Architekt und deutscher Baumeister. Als Sohn des Stuckateurs Joseph Anton Pozzi war er ein Mitglied der aus dem Tessin stammenden Stuckateurs-Dynastie Pozzi. Von 1812 bis 1842 war Pozzi Leiter des Bauwesens in Anhalt-Dessau.

## Tätigkeiten
- 1804–1806 Pötnitzer Kirche (Umbaumaßnahmen)[2]
- 1810–1811 Stadtkirche Lutherstadt Wittenberg (Neugestaltung des Innenraumes)[3]
- 1809–1812 Napoleonsturm[1]
- 1812–1818 Orangerie des Schlosses Oranienbaum[1]
- 1816–1817 Bad Düben, Stadtkirche St. Nikolai, Neugestaltung des Innenraums
- 1816–1817 St. Bartholomäi in Dessau-Waldersee (Neugestaltung des Innenraumes)[4]
- 1818–1820 Weinberghaus (Großkühnau) in einem Stadtteil von Dessau[5]
- 1818–1821 Georgenkirche Dessau (Erweiterung durch Portikusvorbau und Sakristei; diese wurden 1961 bis 1966 teilweise wieder beseitigt)[6]
- 1828–1829 Evangelische Kirche (Großkühnau)[1]